# سام ماكدويل
سام ماكدويل (بالإنجليزية: Sam McDowell)‏ هو لاعب كرة قاعدة أمريكي، ولد في 21 سبتمبر 1942 في بيتسبرغ في الولايات المتحدة.

## وصلات خارجية
- سام ماكدويل على موقعبيزبول رفرنس.كوم (الدوري الرئيسي) (الإنجليزية)
- سام ماكدويل على موقعبيزبول رفرنس.كوم (الدوري الثانوي) (الإنجليزية)